# محطة قطار عين نويصي
محطة عين النويصي هي محطة قطار جزائرية تقع في بلدية عين النويصي، ولاية مستغانم .

## الموقع في السكة الحديدية
تقع المحطة على خط المحمدية – مستغانم [الفرنسية]، حيث تسبقها محطة فرناكة وتتبعها محطة حاسي ماماش .

## تاريخ
خلال فترة الاستعمار ، كانت المحطة تسمى محطة نويصي-لا-ستيديا .
تقع المحطة على ارتفاع 113.140 م، وقد دخلت المحطة الخدمة في عام 1908 عندما تم افتتاح الجزء الممتد من المقطع (في مرسى الحجاج حاليًا) إلى مستغانم من خط المقطع إلى تروميت القديم، حيث كانت تقع عند النقطة الكيلومترية (PK) 13.700

## خدمة الركاب

### خدمات
تخدم محطة عين نويصي القطارات الإقليمية على خط المحمدية - مستغانم .